# Marianne Kühn-Berger

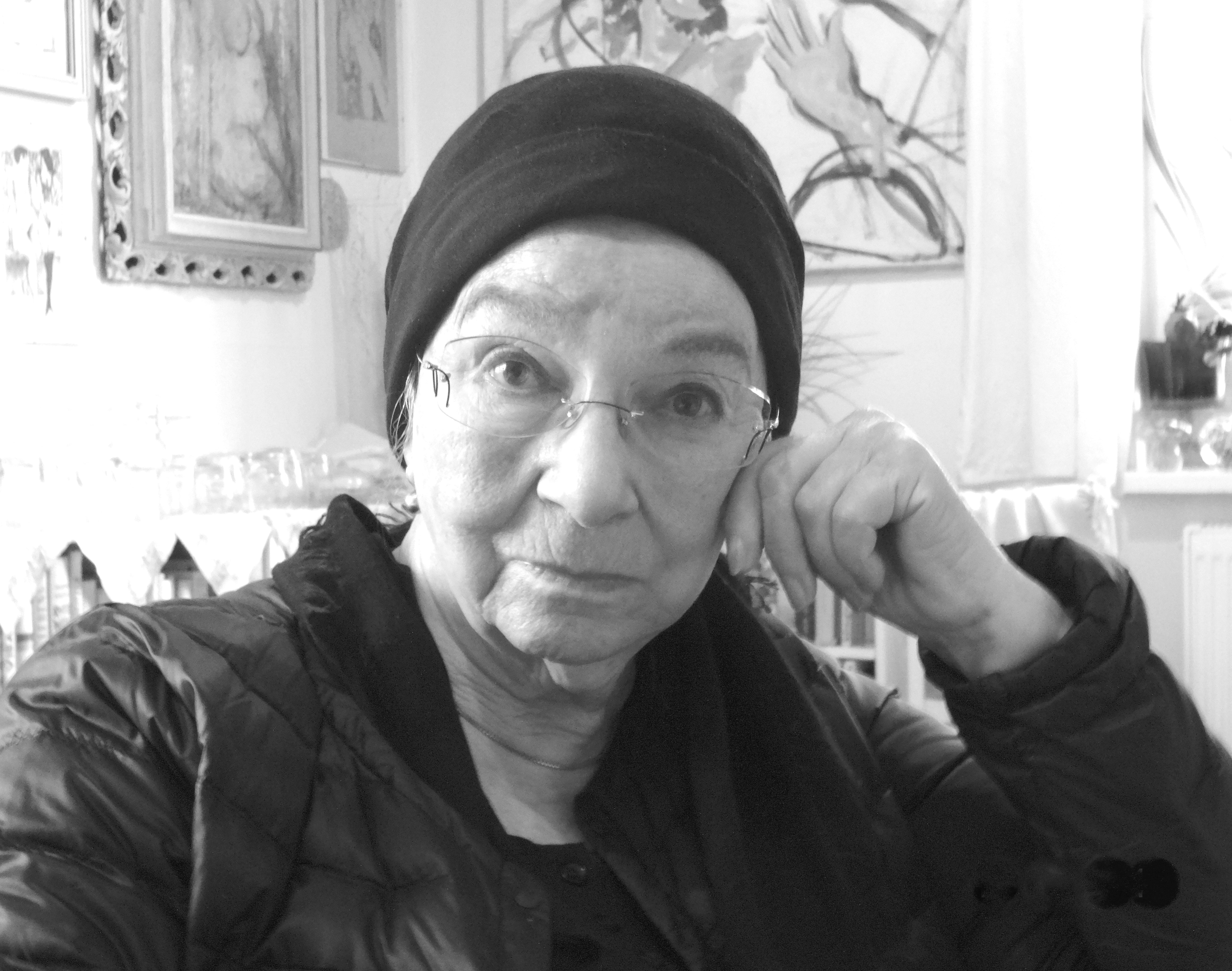
Marianne Kühn-Berger im April 2016

Marianne Kühn-Berger (* 17. März 1927 in Breslau; † 29. Dezember 2016 in Neuruppin) war eine deutsche Modejournalistin, Designerin und Malerin.

## Leben
Marianne Kühn-Berger wurde als erstes Kind des freien Handelsvertreters Karl Berger und der Hausfrau Johanna Berger geboren. Nach Kriegsende und Vertreibung studierte sie von 1947 bis 1950 an der Leipziger Kunstgewerbeschule unter anderem bei Max Schwimmer. In dieser Zeit lerne sie ihren späteren Ehemann und Künstlerkollegen Kurt-Hermann Kühn  kennen. Nach dem Studium war sie kurzzeitig am Deutschen Modeinstitut in Berlin angestellt, danach arbeitete sie als freie Modejournalistin, unter anderem für die Zeitschriften „Wochenpost“, „Das Magazin“ und „Für Dich“.
Sie war Mitglied des Verbands der Journalisten der DDR und von 1970 bis 1990 des Verbands Bildender Künstler der DDR (VBK). Von 1978 bis 1982 arbeitete sie ehrenamtlich als Redakteurin des Mitteilungsblatts der Bezirksverbands Potsdam des VBK. 
Ende der 1960er Jahre begann Marianne Kühn-Berger mit Miniaturmalerei, Glas- und Raumgestaltungen. Nach dem Tod ihres Mannes verfasste sie zunehmend auch größere Bildformate. In ihrer letzten Lebensphase entstanden mehrere Grafikzyklen, unter anderem „Fontane-Frauen“.
Seit 1997 lebte und arbeitete sie in Neuruppin. Hier beteiligte sie sich aktiv an der Bürgerbewegung „Freie Heide“.
Marianne Kühn-Berger hat zwei Söhne. Die Hamburger Illustratorin und Comic-Autorin Antonia Kühn ist ihre Enkelin.

## Werk

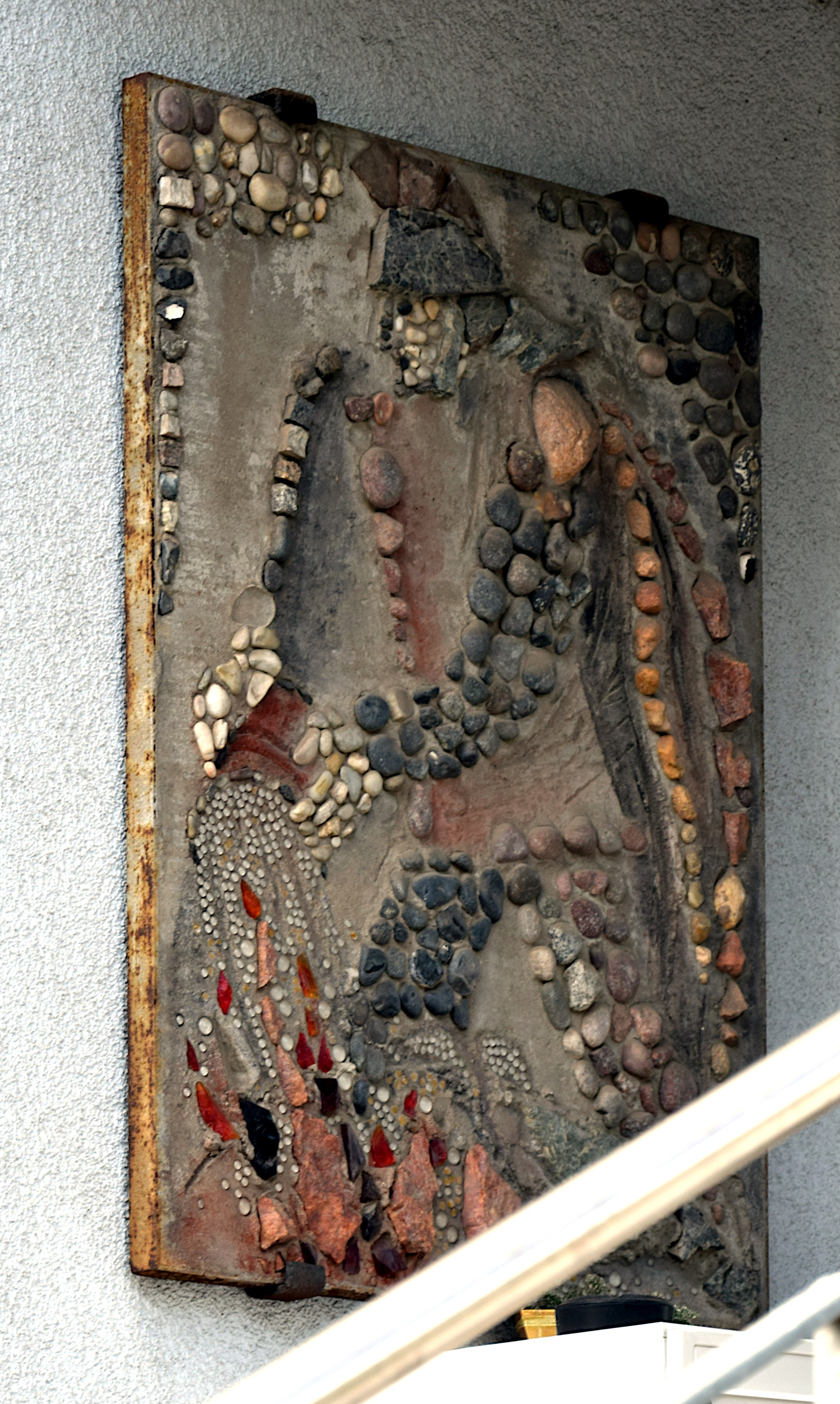
Relief „Heiliger St. Florian“ von Marianne Kühn-Berger an der Feuerwache Marzahn in Berlin

Das künstlerisch-publizistische Werk von Kühn-Berger zeichnet sich einerseits durch eine enorme Gestaltungsvielfalt aus, andererseits hat sie ein zentrales Thema. „Sie zeigt Frauen die sich den Herausforderungen ihrer Zeit und Gesellschaft stellen, als Mutter, geliebte Ehefrau und Berufstätige. Doch diese Frauen fühlen sich hin und hergerissen zwischen ihrer Weiblichkeit, Familie und beruflichen Weiterentwicklung, Besonders sinnfällig wird dies in der Grafik Vielarmige Frau im heute. Diese Themen waren der Künstlerin zeitlebens eine Herzensangelegenheit“. Neben ihrer journalistischen Arbeit gilt sie als Mitbegründerin der DDR-Modezeitschrift „Sibylle“.
Ihr Werk prägen Miniaturlackmalereien, Grafiken und Glasgestaltungen. Von großer Bedeutung sind Kühn-Bergers baugebundene Glasarbeiten in Diamantriss, Fließverfahren und Montierungen, wie z. B. die Trennwand zur Pforte und das Reliefbild des Heiligen Florians in der 1985 errichteten Feuerwache der Berliner Feuerwehr in Marzahn-Hellersdorf. Für den Aufenthaltsraum fertigte der Maler und Ehemann der Künstlerin Kurt-Hermann Kühn das Wandbild „Hymne an die Feuerwehr“, vor das sie Glasscheiben mit Pflanzen in Diamantriss und aufmontierte Glaskugeln setzte.
Sie entwarf Kostüme für DEFA-Ballettfilme. 1981 designte sie die international beachtete neue Uniform der Interflug-Stewardessen.

## Ehrungen (unvollständig)
- 1984: Verdienstmedaille der DDR

- 1988: Johannes-R.-Becher-Medaille in Silber
- 1988: Verdienstmedaille des Ministeriums des Innern
- 2007: Fontane-Kulturpreis der Fontanestadt Neuruppin

## Ausstellungen (unvollständig)
- 1945/1946: Dresden, Brühlsche Terrasse („Freie Künstler. Ausstellung Nr. 1“)[5]
- 1976: Cottbus, Bezirkskunstausstellung
- 1974: Potsdam, Bezirkskunstausstellung
- 1981: Potsdam, Kunstausstellung Potsdam zum X. Parteitag der SED
- 1982: Fürstenwalde („Miniatur in der bildenden Kunst der DDR“)
- 1987/1988: Dresden, X. Kunstausstellung der DDR